# Axel Baille
Pour les articles homonymes, voir Baille (homonymie).
Axel Baille, né le 5 novembre 1994 à Lyon, est un acteur français qui a été révélé au grand public dans les vidéos de La Bajon.  
Il participe à la série La Flamme où il joue un couturier en 2020, et un Mangemort en 2021 dans le fan-film The House of Gaunt.

## Biographie
En 2022, il apparaîtra dans la série Theodosia pour HBO et France télévision. 

## Filmographie

### Courts métrages
- 2021 : The House of Gaunt[3],[4] (fan-film Harry Potter) : (Le Mangemort de Maxence Danet-Fauvel)
- 2019 : Sauvage[5] : Le toxicomane

### Longs métrages
- 2024 : dans Le Comte de Monte-Cristo, film d'Alexandre de La Patellière et Matthieu Delaporte, il joue le rôle du serviteur du baron Danglars.

### Séries
- 2020 : La flamme[6],[7] (série télévisé) de Jonathan Cohen : Günter Couturier
- 2022 : Theodosia (série HBO) : The Serpent

### Clips

#### Publicitaire
- 2019 : Renault ZOE Cab en test sur le campus Paris-Saclay : L'étudiant[8]
- 2019 : StudyPrint [9]: L'étudiant[10]

#### Musique
- 2019 : PLK, Dingue[11] : Cascadeur
- 2019 : Les femmes fatales[12], C'est mort[13] : L'homme de main de Dory[14] Feat Priscilla[15] (Avec Kim & Stony)[16]

### Jeu vidéo interactif
- 2019 : PCI Agent[17] dans l'enquête mortel speed dating[18] : Cyril Gyllespie (frère de l'actrice Marion Séclin)

### Web
- 2018 : La Bajon, Nouveau garde du corps du président de la république[19] : Le gangster en référence à Pulp Fiction
- 2021 : La Bajon, Pilote[20] : L'aboyeur

## Théâtre
- 2020 : L'expérience interdite[21] de Léo Brière : Le médecin
- 2021 : La Mifa : Ange[22],[23]
- 2022 : Comme tu me veux de Luigi Pirandello : Salter[24]

## Émissions de télévision
- 2019 : Le championnat de France de magie 2019[25] : Assistant de Léo Brière[26]